# Asy bez kasy
Asy bez kasy (ang. Masterminds) – amerykański film fabularny z 2016 roku w reżyserii Jareda Hessa, wyprodukowany przez wytwórnię Relativity Media. Główne role w filmie zagrali Zach Galifianakis, Owen Wilson, Kristen Wiig i Kate McKinnon.
Premiera filmu odbyła się 30 września 2016 w Stanach Zjednoczonych. Trzy tygodnie później, 21 października, obraz trafił do kin na terenie Polski.

## Fabuła
Konwojent David Scott Ghantt (Zach Galifianakis) wraz z kolegami postanawia ukraść miliony zdeponowane w skarbcu firmy przewozowej. Skok ma niewielkie szanse powodzenia, ale się udaje. Poszukiwanym przez policję wspólnikom trudno oprzeć się pokusie, aby nie wydać zrabowanych pieniędzy.

## Obsada
- Zach Galifianakis jako David Scott Ghantt
- Kristen Wiig jako Kelly Campbell
- Owen Wilson jako Steven Eugene "Steve" Chambers
- Jason Sudeikis jako Michael Aaron "Mike" McKinney
- Kate McKinnon jako Jandice
- Leslie Jones jako agentka specjalna FBI Scanlon
- Mary Elizabeth Ellis jako Michelle Chambers
- Ken Marino jako Doug

## Odbiór

### Krytyka
Film Asy bez kasy spotkał się z mieszaną reakcją krytyków. W serwisie Rotten Tomatoes 34% z dziewięćdziesięciu dziewięciu recenzji filmu jest mieszane (średnia ocen wyniosła 4,61 na 10). Na portalu Metacritic średnia ocen z 29 recenzji wyniosła 47 punktów na 100.